# Mazziotti di Celso
I Mazziotti, baroni di Celso, sono un'antica famiglia del Cilento, residente anche a Napoli, nota anche per l'attivismo politico dei suoi membri contro l'assolutismo borbonico.

## Storia

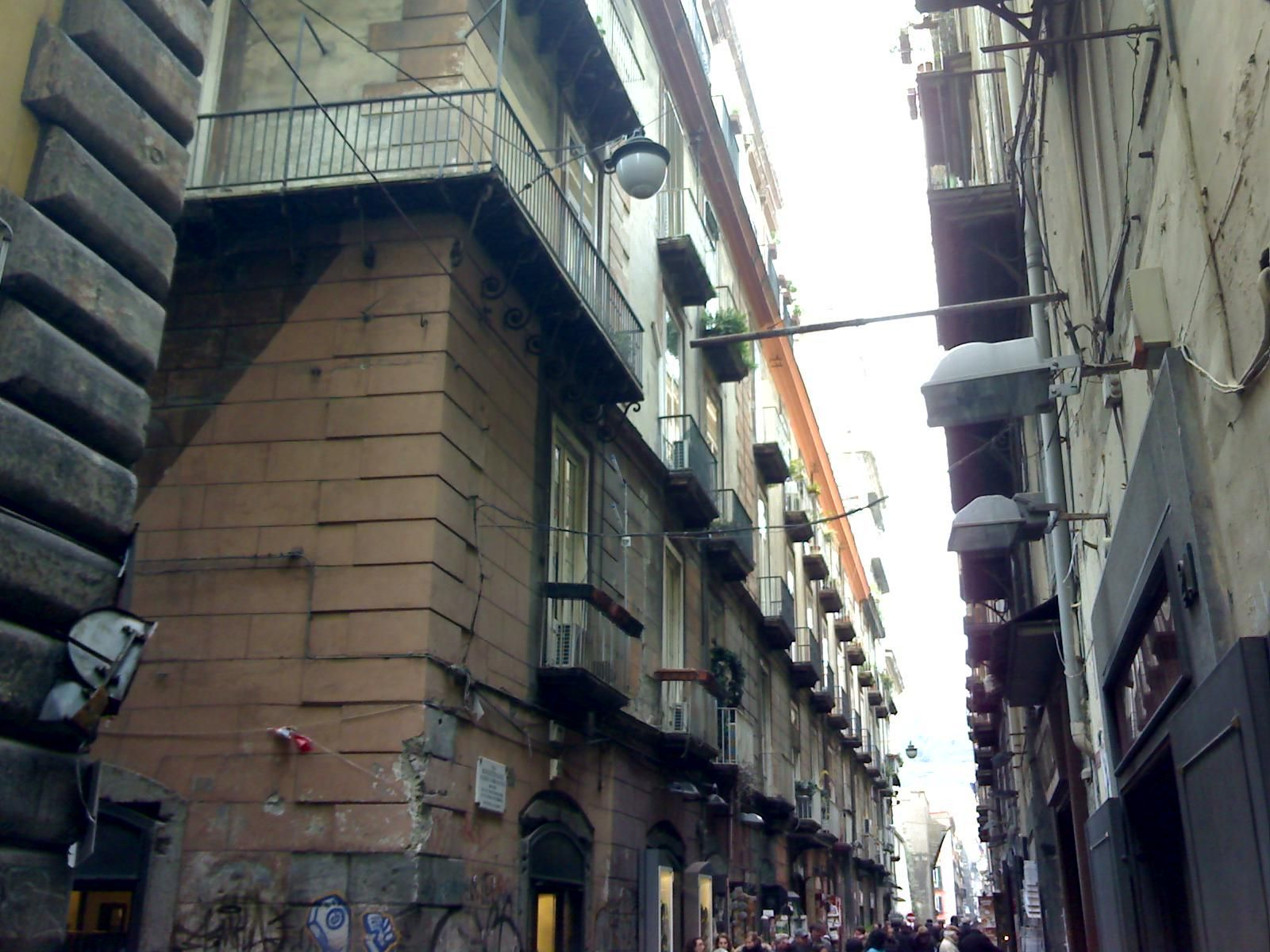
Facciata di Palazzo Mazziotti su Spaccanapoli.

Antica famiglia originaria di Capua, dove aveva titolo di patrizi. Lo stemma usato a Capua era: di verde alla banda d'oro (o d'argento) caricata di tre rose di rosso; cimiero un collo di cigno al naturale tenente nel becco un nastro d'oro.

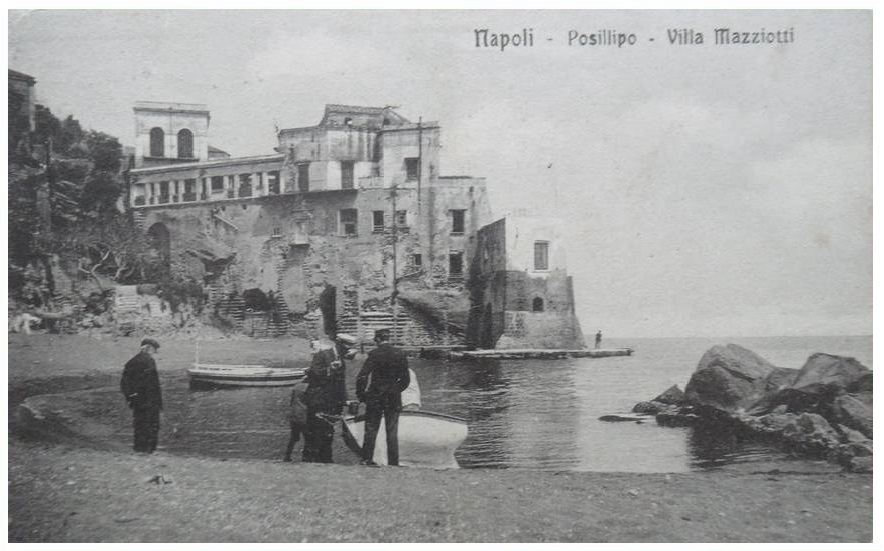
Villa Mazziotti a Posillipo

Due rami della famiglia si trasferirono in Calabria, mentre il terzo passò nel Principato Citra.
Le prime notizie di questo terzo ramo risalgono al XV secolo. Nel XVI secolo il notaio Francesco Antonio Mazziotti si trasferì da San Rufo, nel Vallo di Diano, a Celso, nel Cilento, ove aveva precedenti proprietà.
A Celso la famiglia ebbe notai, giudici e medici.
Lo stemma del ramo cilentano era: di rosso alla banda d'argento carica di tre rose di rosso. Si trattava dello stemma della famiglia più antico, ma con gli smalti cambiati {come quelli della casa Sanseverino, come accadeva anche per lo stemma dei Capano.
Nel 1784, l'abate don Antonio Mazziotti acquistò il feudo di Torricelli, con il titolo di "utile signore" di Torricelli, ed ebbe nel 1787 l'assenso del duca Sanfelice di Acquavella. Il feudo fu passato al fratello Ferdinando e quindi ai suoi discendenti maschi primogeniti.
Ferdinando Mazziotti, che era già secondo "utile signore" di Torricelli, acquistò quindi nel 1804 il feudo di Celso e di Santa Maria della Stella, con titolo di barone, dal principe Giuseppe de Liguoro di Pollica. Dopo l'eversione della feudalità del 1806, il solo titolo nobiliare di barone di Celso venne riconosciuto nel 1868 al nobiluomo Francesco Antonio Mazziotti, dopo essere stato comunque portato anche dal padre di questi, Pietro Mazziotti, figlio di Ferdinando. Il titolo proseguì con il figlio di Francesco Antonio, Pietro, e con i suoi discendenti (prima linea), mentre il titolo di barone sul cognome per i primogeniti (seconda linea baronale) passò all'altro figlio di Francesco Antonio, il senatore Matteo Mazziotti..

### Attivismo antiborbonico
Gherardo Mazziotti (Celso, 1775 - Napoli, 1854), fu un esponente della famiglia politicamente impegnato, con aperte simpatie giacobine. Rientrato nel Regno di Napoli dall'esilio, ebbe incarichi pubblici sia durante la Repubblica napolitana del 1799, sia in seguito, durante il cosiddetto decennio francese. Magistrato, divenne deputato nel parlamento scaturito dalla rivoluzione del 1820, prima di essere arrestato nel corso della reazione borbonica e costretto a lasciare il Regno delle Due Sicilie per un esilio nello Stato pontificio che avrà termine col ritorno in patria nel 1837.
Nicola Mazziotti, fratello di Gherardo fu ufficiale sotto il re Gioacchino Murat ed esponente rivoluzionario nei moti del 1820: fu condannato a morte a Napoli nel 1821. L'altro fratello, Pietro fu inizialmente diseredato dal padre Ferdinando perché sposato ad una donna di umile condizione e si trasferì a Stella Cilento; fu coinvolto nei moti cilentani del 1828: arrestato dai Borboni, morì di tifo nelle prigioni di Salerno il 12 marzo 1829
Pietro Mazziotti (Celso 1781 – Salerno, 1829), fratello di Gherardo e padre di Francesco Antonio, coprì uffici pubblici sotto i francesi, e la Restaurazione (nel 1815 fu nominato giudice di pace a Pollica). In documenti pubblici e privati gli è costantemente attribuito il titolo di barone, già posseduto dal padre Ferdinando. Nel 1828, accusato di complicità coi rivoltosi del Cilento, fu arrestato nel palazzo di Celso e morì il 12 marzo 1829 in prigione a Salerno dopo aver contratto il tifo.
Giovanni Battista Mazziotti (1766 - Napoli, 1850), fu anch'egli titolare di cariche pubbliche nella Repubblica partenopea del 1799. Deportato nel 1800, fu poi commissario di polizia durante il decennio napoleonico e fino al 1819. Partecipò ai moti del 1820 e fu imprigionato fino alla sua deportazione nel 1825 sull'isola di Favignana.
Francesco Antonio Mazziotti (Stella Cilento, 19 ottobre 1811 – Napoli, 29 gennaio 1878), barone di Celso, figlio del barone Pietro Mazziotti fu condannato a morte in contumacia dopo i moti del 1848 e costretto all'esilio in Genova. Dopo l'unità d'Italia fu deputato del Regno. La baronessa Marianna Mazziotti, che per nascita apparteneva alla  famiglia Pizzuti, di Montecorvino Rovella fu anch'essa un'eroina risorgimentale.
Le vicende dell'esilio causarono un gravissimo danno economico alla famiglia che fu costretta ad alienare alcune proprietà; il Governo dell'Italia unita offrì al deputato Mazziotti un risarcimento che egli rifiutò.

### Storia successiva
Matteo Mazziotti (Napoli, 17 giugno 1851 – Roma, 1º giugno 1928), di Francesco Antonio, fu un uomo politico e uno storico , Sottosegretario alle Poste e alle Finanze, si impegnò in ogni modo per il progresso della sua terra.
Manlio Mazziotti di Celso (Roma 15 gennaio 1919 - 1 luglio 2017), figlio di  Mario (avvocato) e di Anna dei conti Marazzi, figlia del Generale Fortunato Marazzi, liberatore di Gorizia, illustre professore emerito di diritto costituzionale, che ha pubblicato numerosi scritti per lo più giuridici, ma anche di carattere storico, tra i quali vi è il noto Manuale di diritto costituzionale, ha sposato Giovannella Mazziotti, di Andrea.
Fabio Mazziotti (23 marzo 1937 - 29 gennaio 2010), giuslavorista dell'Università Federico II di Napoli. Nel 1974, insieme ad Antonio Bevere e altri, ha fondato la rivista Critica del diritto. È stato candidato come capolista, alla Camera dei deputati, nel 1979, della formazione politica Nuova Sinistra Unita.
Andrea Mazziotti di Celso (Roma, 31 dicembre 1966), noto avvocato, figlio di Manlio Mazziotti, nel 2013 è stato eletto deputato nelle liste di Scelta Civica per l'Italia.

## Palazzi e architetture

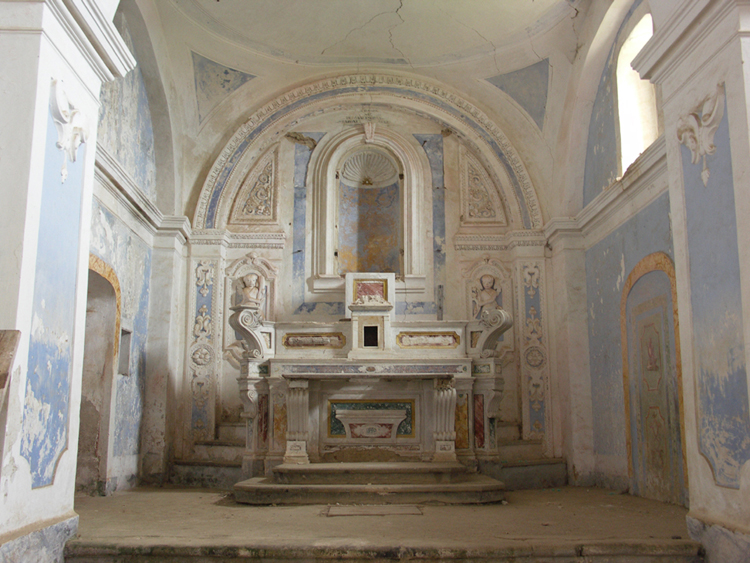
Cappella annessa al convento di Santa Maria di Costantinopoli.

### Palazzi a Napoli
A Napoli appartennero alla famiglia il palazzo Mazziotti di Spaccanapoli, detto "a Trinità Maggiore" (rimaneggiato nel XVIII secolo), e la villa Mazziotti di Posillipo, che sorge nel luogo in cui un tempo vi era il palazzo del duca d'Aquale (1629), e in precedenza il casino dell'Annunciata (XV secolo).

### Palazzo a Torre del Greco
Nel corso del XIX secolo appartenne a questa famiglia anche un palazzo al civico 170 del Corso Vittorio Emanuele a Torre del Greco.

### Palazzo di Celso

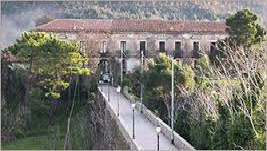
Palazzo Mazziotti di Celso, facciata.

Il palazzo principale di famiglia a Celso, dichiarato monumento nazionale, conserva affreschi con decorazioni del pittore Matteo Cilento. Cinge con tre lati la piazza principale del paese. Il luogo in cui sorge è citato negli antichi documenti notarili come "ubi dicitur li Mazziotti seu la Piazza". Al palazzo è addossata la cappella di giuspatronato della famiglia, dedicata a san Nicola e in cui si conserva l'icona della Madonna di Costantinopoli. La costruzione risale nell'impianto al sec XV ed ha subito successive trasformazioni, assumendo l'aspetto attuale alla fine del sec XVIII.
L'ingresso principale del palazzo Mazziotti è sulla piazza, dedicata a Matteo Mazziotti. La facciata, scandita da dodici balconi, sormontati da frontoni alternativamente curvilinei e a triangolo, presenta numerose feritoie ed è delimitata da due torrette di guardia. Una grande lapide marmorea del comune di Pollica posta all'inizio del Novecento ricorda i membri della famiglia Mazziotti, baroni di Celso, che parteciparono alle lotte contro i Borboni.
L'impatto con la facciata si ha percorrendo dalla Chiesa il muraglione che conduce all'arco che passa sotto il Palazzo Mazziotti, per giungere alla Piazza. Altra prospettiva interessante è quella del portale principale con il cortile d'ingresso, immortalati nel 2010 nella pellicola cinematografica "Noi credevamo" del regista Mario Martone, celebrativa dei 150 anni dell'Unità d'Italia.
Nella chiesa parrocchiale di Maria Santissima Assunta in Cielo di Celso si conservano numerose memorie della famiglia: l'altare maggiore, il sepolcreto familiare e l'altare dedicato a sant'Antonio abate, di giuspatronato familiare. Un altro altare dedicato a sant'Antonio abate, ugualmente di giuspatronato della famiglia Mazziotti, ai quali giunse dai principi Capano, si trova nella chiesa del convento di Santa Maria delle Grazie, in Pollica, ove erano sepolti molti membri della famiglia.
Lungo la via di Celso dedicata a Pietro Mazziotti, sorgono altre case palazziate appartenute in parte alla  famiglia Mazziotti: il palagio feudale (passato in altra casa per matrimonio e oggi detto Amoresano), il palazzetto già di Leonino Vinciprova (uno dei mille), il palazzetto già dei nobili Verduzio, il palazzetto dei marchesi di Sessa (un ramo dei Verduzio), le case dei nobili Gaiola.